# 박창익 (배우)
박창익(1997년 11월 17일 ~ )은 대한민국의 배우이다.

## 출연작

### 영화
- 2006년 《아이스케키》 ... 승일 일당 1 역
- 2007년 《1번가의 기적》 ... 일동 역
- 2007년 《내 사랑》 ... 바다 역
- 2008년 《대한이, 민국씨》 ... 어린 대한 역
- 2008년 《가루지기》 ... 하인 역
- 2008년 《슈퍼 살롱 미장원》 ... 민규 역
- 2009년 《차우》 ... 덕규 역
- 2011년 《우리 이웃의 범죄》 ... 정명철 역

### 드라마
- 2004년 KBS 2TV 일일시트콤 《달래네 집》 ... 운계의 손자 역
- 2008년 KBS 2TV 단막극 《드라마 스페셜 - 아버지의 이름으로》
- 2009년 KBS 1TV TV소설 《청춘예찬》 ... 이순구 역
- 2009년 SBS 연말특집극 《아버지의 집》 ... 어린 강만호 역
- 2013년 JTBC 일일드라마 《더 이상은 못 참아》 ... 박은수 역
- 2014년 tvN 일요드라마 《삼총사》 ... 어린 박달향 역

## 수상
- 2009년 KBS 연기대상 남자 청소년 연기상